# Polyplectropus eubolus
Polyplectropus eubolus är en nattsländeart som beskrevs av Wolfram Mey 1998. Polyplectropus eubolus ingår i släktet Polyplectropus och familjen fångstnätnattsländor. Inga underarter finns listade i Catalogue of Life.